# Hector-Martin Lefuel

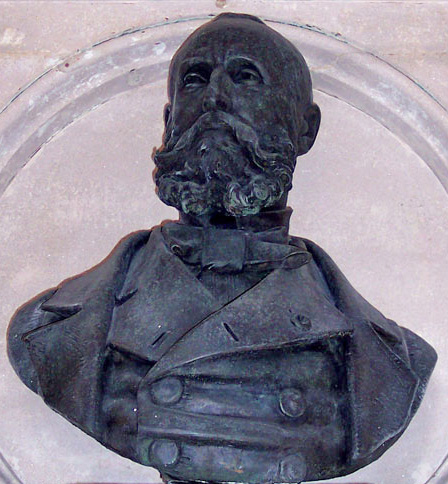
Hector-Martin Lefuel.

Hector-Martin Lefuel, auch Hector Martin Lefuel (* 14. November 1810 in Versailles; † 31. Dezember 1880 in Paris) war ein französischer Architekt des Historismus, dessen Bauten meist im Stil des Neobarock gehalten waren.

## Leben und Werk

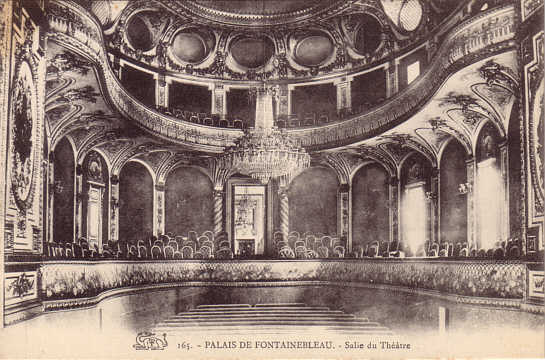
Schlosstheater Fontainebleau

Der Sohn des Versailler Bauunternehmers Alexandre Henry Lefuel (1782–1850) wurde zunächst von diesem ausgebildet, später von Jean-Nicolas Huyot und ab 1829 an der École des Beaux-Arts in Paris. 1833 gewann er mit dem Projekt einer Militärschule einen „Zweiten Großen Preis“ des Prix de Rome. Daraufhin kehrte er nach dem Tod des Vaters zur Unterstützung seiner Familie nach Versailles zurück, nahm seinen Schulbesuch aber später wieder auf.
1839 gewann er mit einem Projekt eines hauptstädtischen Rathauses den „Ersten Großen Preis“ des Prix de Rome. Dieser war mit einem Stipendium verbunden: von 1840 bis 1844 bewohnte Lefuel als Stipendiat die Villa Medici in Rom.
Nach seiner Rückkehr nach Paris eröffnete er ein Atelier, in das er auch Schüler aufnahm, und wurde zum Bauinspektor der Deputiertenkammer ernannt. 1848 wurde er als Architekt an das Schloss in Meudon berufen. 1852 erbaute er die Manufaktur von Sèvres. 1853–1855 war er Chefarchitekt des Schlosses Fontainebleau, wo er u. a. den Theatersaal errichtete.

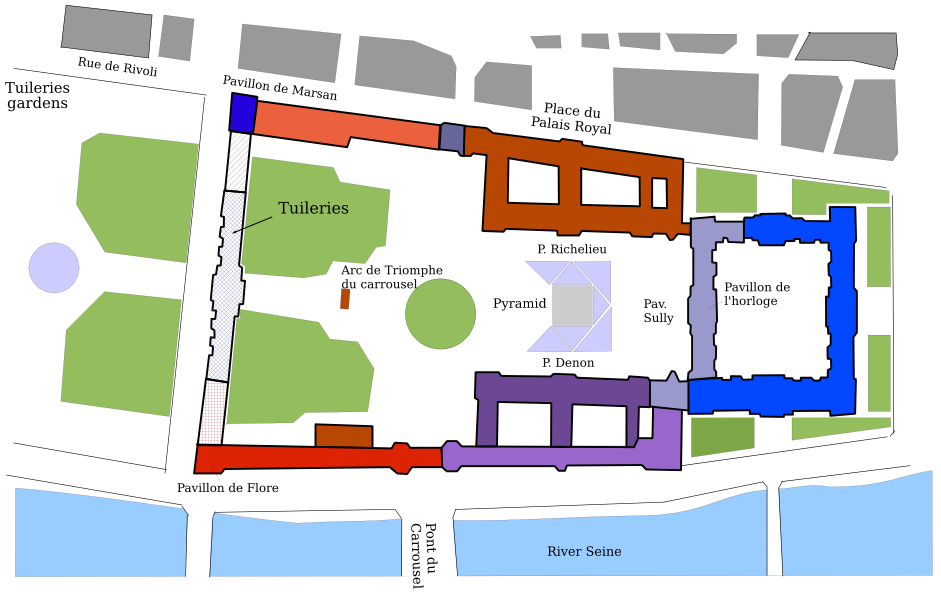
Bauetappen des Louvre (die Arbeiten der Zeit Lefuels sind in Rottönen dargestellt)

Als Nachfolger des verstorbenen Louis Tullius Visconti wurde er 1854 von Kaiser Napoléon III. zum Chefarchitekten der Pariser Stadtschlösser Louvre und Palais des Tuileries betraut, die er verbinden und vollenden sollte. Teilweise wurden die Arbeiten nach Viscontis Plänen fortgesetzt, Lefuel nahm jedoch auch wesentliche Änderungen der Grundrisse und Fassaden vor. Zu seinen Arbeiten am und um den Louvre gehören das Gebäude der Salle des États,  der nördliche Verbindungsbau zur Place du Palais-Royal (mit Finanzministerium und Bibliothek, eröffnet 1857), der südliche Verbindungstrakt (Galerie du Bord de l’Eau) mit dem Pavillon Lesdiguères und dem Pavillon Trémoille, der Umbau des Pavillon de Flore sowie mehrere Gebäude um das Carrousel. Für Kaiserin Eugénie entwarf er die Inneneinrichtung ihrer Privatzimmer im Palais des Tuileries. Beim Aufstand der Pariser Kommune 1871 wurden Teile des Louvre beschädigt und daraufhin von Lefuel wiederhergestellt. Das völlig zerstörte Palais des Tuileries wurde jedoch nicht wieder aufgebaut. Lefuels Verbindungstrakte bilden somit heute die zwei äußeren Seitenarme eines zum Jardin des Tuileries hin offenen Ehrenhofs.

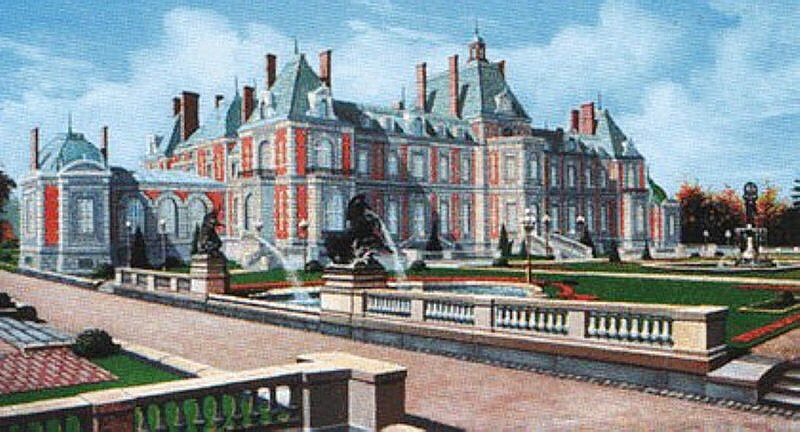
Neues Schloss in Neudeck, Oberschlesien

Zu Lefuels Werken gehören auch die Pariser Stadtpaläste des Finanzministers Achille Fould (das inzwischen abgerissene Hôtel Fould) und des Museumsdirektors Emilien de Nieuwerkerke (Hôtel de Nieuwerkerke am Parc Monceau) sowie das Hôtel Émonville in Abbeville. Er entwarf auch die Grabmäler der Komponisten Daniel-François-Esprit Auber und François Bazin auf dem Friedhof Père-Lachaise. Für die Pariser Weltausstellung von 1855 errichtete er das provisorische Palais des Beaux-Arts et de l’Industrie (Palast der Schönen Künste und der Industrie).
Sein Ruf als kaiserlicher Architekt brachte ihm den Auftrag zum Bau des Neuen Schlosses (1868–1876) der später auch Oberschlesisches Versailles genannten Schlossanlage Neudeck ein.

## Ehrungen
1854 wurde Lefuel zum Ritter der Ehrenlegion ernannt (1857 zum Offizier, 1867 zum „Commandeur“ derselben). 1855 wurde er als Nachfolger Martin Gauthiers Mitglied der Académie des Beaux-Arts.